# Beatrice Rindevall
Susanne Beatrice Rindevall, född 11 februari 1988 i Österåkers församling, Stockholms län, är en svensk journalist, miljödebattör och redaktör. 2014-2023 var hon redaktör för Sveriges största miljöblogg, Supermiljöbloggen, efter att ha inlett sin karriär på bloggen som skribent 2012.
2021-2023 arbetade Rindevall som omvärldsanalytiker på Baltic Waters.
2017 utsågs hon till en av Sveriges 101 miljömäktigaste personer på plats 59. Rindevall var 2017 ledarskribent för ETC där hon skrev ledartexter om aktuella miljöfrågor. Hon har även medverkat i SVT:s Gomorron Sverige i roll som expert på klimatfrågor. Hon syns regelbundet även på konferenser som föreläsare, moderator och förekommer som miljöexpert i olika sammanhang.
Inför Naturskyddsföreningens riksstämma i juni 2023 föreslogs Rindevall att ersätta Johanna Sandahl som ordförande för föreningen.  Stämman gick på valberedningens linje och valde Beatrice Rindevall till ny ordförande.

## Utmärkelser
"När medias intresse för miljöfrågor sviktar så finns hela tiden Supermiljöbloggen som en pålitlig kanal för att debattera och informera om miljöfrågor. Supermiljöbloggen har blivit en självklar scen för aktuell och viktig debatt. Beatrice Rindevall är redaktör på Supermiljöbloggen som drivs av frivilliga krafter. Beatrice Rindevall och Supermiljöbloggen är en fin förebild för ett samhällsengagemang som tack vare bloggen fortsätter att spridas till många."
2015 tilldelades Supermiljöbloggen priset som Årets miljöhjälte i kategorin "Ekologiska fotavtryck" med Beatrice Rindevall som prismottagare i egenskap av redaktör.
2015 utsågs Beatrice Rindevall till en av Sveriges 101 miljömäktigaste, på plats 78, av tidskriften Aktuell Hållbarhet. Två år senare hade hon klättrat till plats 59.
2016 utsågs hon till en av 33 hållbarhetstalanger under 33.
Svenska Publishing-priset Journalistikpriset för Formas tidning Extrakt där hon under en period var tillförordnad chefredaktör.